# Leptocharias smithii
Il carcarino (Leptocharias smithii Müller & Henle, 1839) conosciuto anche come squalo segugio dai barbigli o palombo atlantico o palombo barbuto, è l'unica specie appartenente al genere Leptocharias, che a sua volta è l'unico della famiglia Leptochariidae.

## Distribuzione e habitat
Se ne trovano nell'Oceano Atlantico orientale, dalla Mauritania fino alla Namibia. 

Abitano le acque con profondità compresa tra i 10 ed i 75 metri, ma preferiscono raggiungere al massimo i 60 metri. Abitano le zone della piattaforma continentale, in modo particolare le foci di grani fiumi ed i fondali fangosi. Preferiscono acque con salinità compresa tra 35 e 36 ppt e concentrazione di ossigeno compresa tra 3 e 4 ppm.

## Descrizione
Il maschio raggiunge lunghezze di 77 cm, la femmina di 82. Sono caratterizzati da dimorfismo sessuale per quanto riguarda i denti: il maschio ha una zanna anteriore molto allargata. Assomigliano alle specie del genere Mustelus, ma le loro narici sono caratterizzati da lembi che si dipartono in barbigli distinti.

## Riproduzione
Il metodo di riproduzione è la viviparità. Mettono al mondo al massimo 7 cuccioli per volta. Il tempo minimo di raddoppio della popolazione è di 14 anni.

## Alimentazione
Si nutre principalmente di piccoli organismi litorali e dei fondali come crostacei, piccoli pesci ossei, spugne e polpi.

## Pesca
Questi squali sono oggetto di pesca per l'alimentazione umana: utilizzati freschi, affumicati, salati ed essiccati. Inoltre la loro pelle è utilizzata per la produzione di cuoio.